# Diospilus repertus
Diospilus repertus är en stekelart som beskrevs av Charles Thomas Brues 1910. Diospilus repertus ingår i släktet Diospilus och familjen bracksteklar. Inga underarter finns listade i Catalogue of Life.